# Loggia del Grano
La Loggia del Grano di Firenze si trova in piazza del Grano, all'angolo tra via de' Neri e via de' Castellani (con affaccio laterale anche su via del Castello d'Altafronte), sul retro della Galleria degli Uffizi e a pochi passi da piazza della Signoria.
La loggia appare nell'elenco redatto nel 1901 dalla Direzione Generale delle Antichità e Belle Arti, quale edificio monumentale da considerare patrimonio artistico nazionale.

## Storia

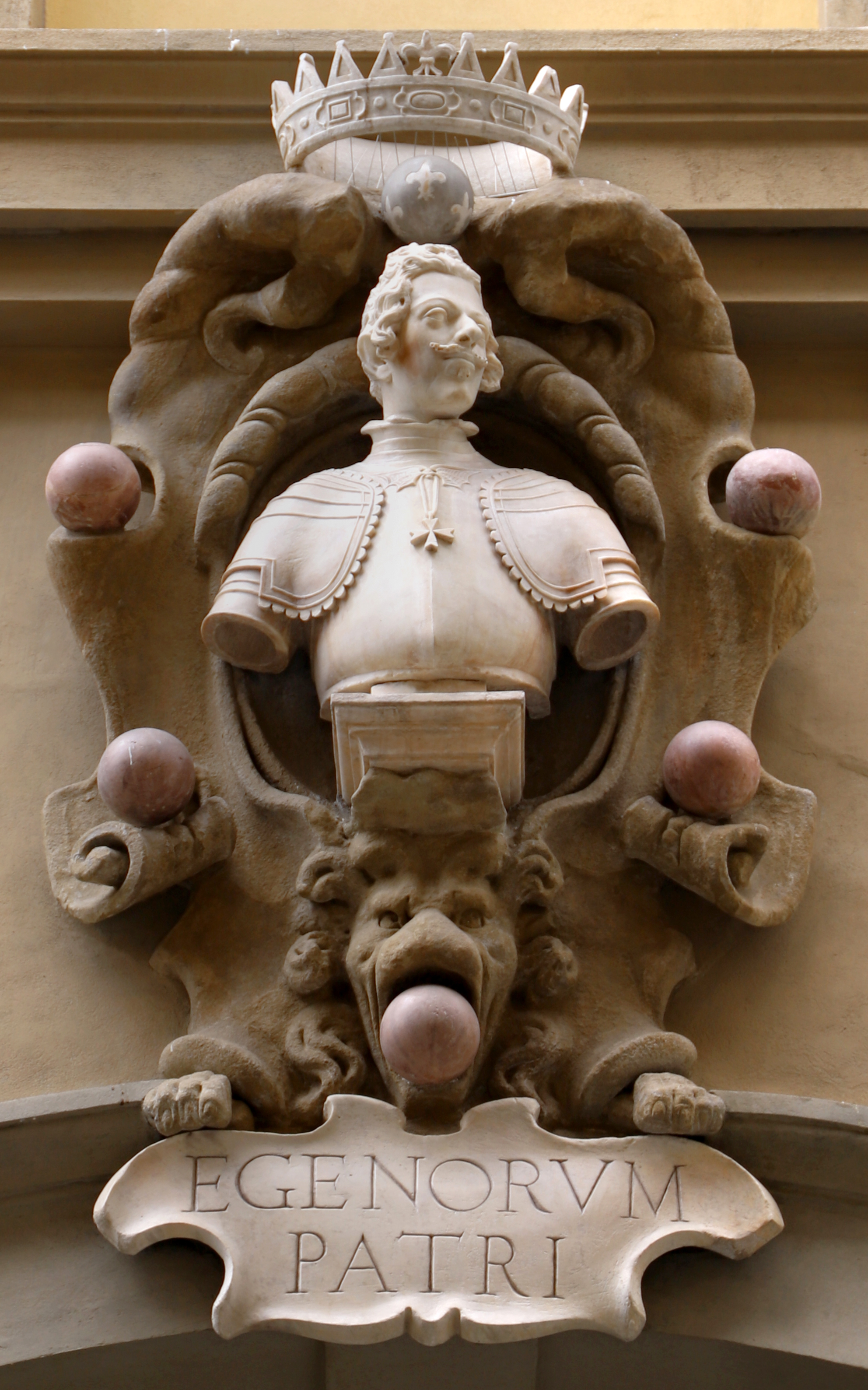
Busto di Cosimo II

Il mercato di Orsanmichele fu dismesso per la devozione popolare verso la Madonna e sant'Anna, che trasformò la loggia delle granaglie in un luogo di culto. Fin dal 1356 venne allora scelto un luogo vicino palazzo Vecchio, dove già si svolgeva un mercato delle erbe e uno vinicolo. Per l'occasione venne deciso di creare un nuovo edificio, detto il "Palco" o la "Munizione del grano", che sacrificò alcune case dei Foraboschi, dei Talani, dei Filipetri e dei Fogni. Il "Palco", che a giudicare dalla pianta del Buonsignori non doveva avere niente di monumentale, era affidato agli Ufficiali della Torre, magistratura atta al controllo degli edifici pubblici, di cui restano ancora oggi gli stemmi sotto il loggiato.

### Il Seicento
La loggia odierna fu iniziata nel 1619 dell'architetto Giulio Parigi su commissione del granduca Cosimo II, come mercato del grano, un ruolo che in passato era stato ricoperto anche dalla chiesa di Orsanmichele. Qui infatti, già dal 1359, si svolgeva la vendita delle granaglie, ed era ormai necessario da sostituire la precedente struttura oramai inadatta alle necessità cittadine con un edificio qualificato (in ragione dell'importanza oramai assunta dalla zona prossima al Palazzo Vecchio), e comunque sempre destinato a mercato coperto e, al piano superiore, a deposito del grano.
Tutti i giorni non festivi quindi, al riparo delle ampie arcate, si svolgeva la compra-vendita del grano, alla presenza e sotto la diretta sorveglianza degli "Ufficiali della Grascia". Questi cosiddetti "grascini" controllavano la qualità e la quantità del grano e delle biade, le regolarità dei prezzi e delle contrattazioni che iniziavano all'ora nona dietro il segnale degli stessi ufficiali. Si aveva molta cura che il mercato del grano non subisse alterazioni di sorta in quanto il pane, alimento base per eccellenza almeno per i ceti meno abbienti sul quale ruotava l'intera organizzazione dei pasti, fosse assicurato a tutti. Ai fornai che avessero "artefatto e guastato" il pane era comminato addirittura il carcere o il bando dalla città.
Legato al ricordo della Loggia è il vecchio detto fiorentino "a tutto spiano" che indica un'azione compiuta con totale abbondanza, cioè al massimo della misura. E lo "spiano" era appunto la misura della quantità del grano che ogni mese gli Ufficiali della Grascia o dell'Abbondanza assegnavano ai fornai per la panificazione: se non c'erano carestie o particolari scarsità del prodotto la quantità erogata con profusione era appunto quella a "tutto spiano", mentre in caso contrario veniva ridotta a mezzo spiano o anche di meno.

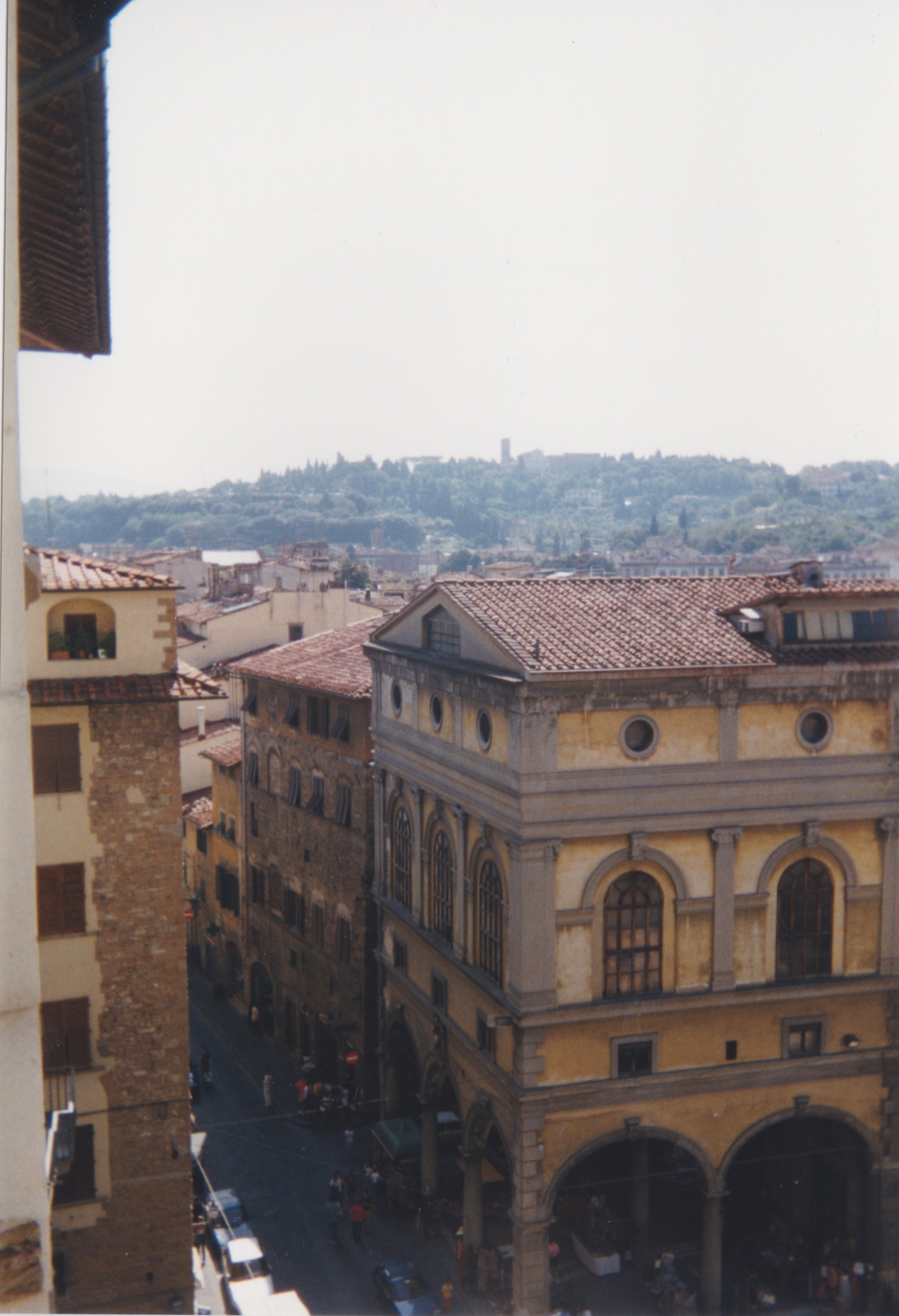
La loggia (in basso a destra) vista dalla terrazza di Saturno in palazzo Vecchio (1999)

L'architetto Parigi "fece un vago, e comodo loggiato d'ordine Toscano, e forse il più bello che si veda per tali effetti: la loggia è scompartita in sei divisioni, avente quattro pilastri, e otto colonne. Un'altezza proporzionata, che la sveltisce, a fronte dell'ordine stesso che deve curvare, la rende oltremodo bella, e degna di servire per esempio di lavori di simil genere" (Follini-Rastrelli). Gli stessi Vincenzio Follini e Modesto Rastrelli, a sottolineare il pregio della fabbrica, ne forniscono l'immagine da un'incisione in rame, precisando che sul fondo del loggiato erano stati ricollocati alcuni elementi provenienti dal più antico edificio, noto come Palco del Grano: "si osservano ancora alla parete in alto le tre Armi, del Popolo, della Città, e di Parte Guelfa; e vi è nel mezzo l'Insegna dello Staio: come pure si vedono le due torri, impresa de' Capitani di Torre, che presiedevano a tali vendite".
Presso la loggia del Grano si riuniva una delle potenze festeggianti: il Reame della Spiga.

### Nuove funzioni
Già nel 1690 però la loggia perse il suo ruolo in favore del nuovo Granaio dell'Abbondanza in Oltrarno, e da allora subì spesso trasformazioni e cambi di uso. Vi fu aperta una tipografia e fu la sede della redazione del giornale Il Monitore Toscano.
Nel 1868, oramai creati nuovi e più funzionali mercati, l'edificio fu soprelevato e, occupando ulteriori spazi dell'edificio adiacente, trasformato in teatro dall'architetto friulano Andrea Scala (come un tempo si leggeva su una targhetta in marmo all'esterno della loggia trascritta da Bigazzi), su commissione dell'attore Tommaso Salvini, al tempo proprietario dell'immobile, intitolato prima teatro della Loggia e quindi, alla sua scomparsa, teatro Salvini. Ciò comportò l'inglobamento in un palazzo di dimensioni più grandi che nel 1910 divenne il caffè concerto "Folies Bergère", poi dal 1935 fu trasformato nel Cinema Varietà Imperiale, ristrutturato negli anni 1953-57 dagli architetti Nello Baroni e Maurizio Tempestini, assumendo il nome di Cinema Edison e poi Capitol.
Per un certo periodo la loggia, nei primi anni novanta, ha ospitato un mercatino etnico, poi un ristorante, poi una libreria su bancarelle all'aperto. Dal 14 dicembre 2022 è sede dei grandi magazzini Coin, già situati presso l'ex-Bazar Bonaiuti in via de' Calzaiuoli.

## Descrizione

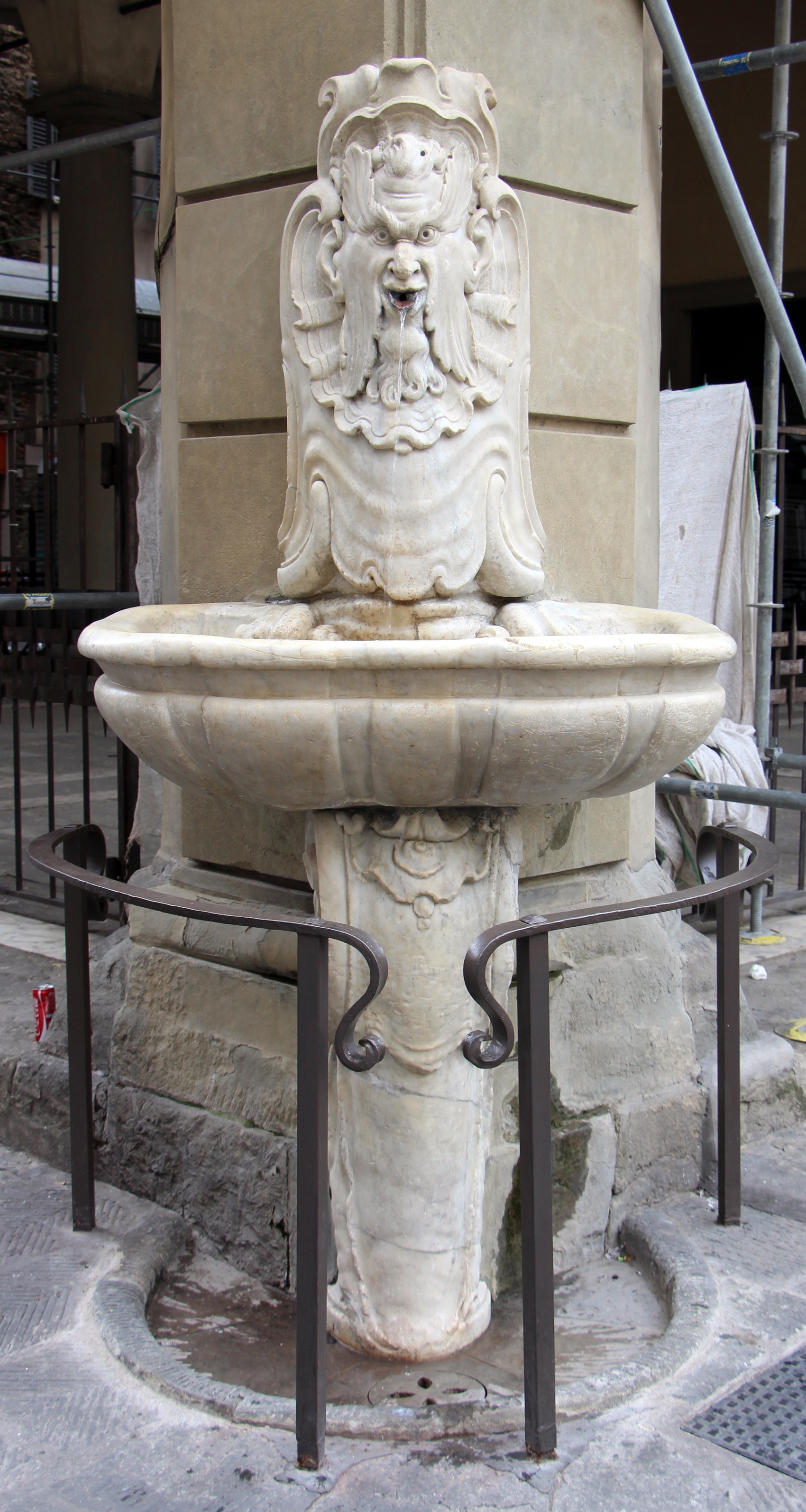
La Fontana del Mascherone

La loggia ha tre fornici sul lato frontale e due su quelli laterali, chiusi da cancellate. Gli archi, ingentiliti da voluta nella chiave d'arco, sono retti da colonne tuscaniche e, agli angoli, da pilastri coperti da bugnato. Oltre i marcadavanzale e il mezzanino (dalle finestre rettangolari profilate in pietra) si apre il piano ottocentesco, con grandi finestre ad arco scandite da paraste ioniche. Una cornice in pietra disegna i profili degli archi continuando orizzontalmente all'altezza dell'imposta e intersecando le paraste a metà altezza. Anche qui ricorre, accresciuto, il motivo della voluta in pietra al centro degli archi.
Più in alto il cornicione, composto da un'ampia fascia di cornici a diverso aggetto, oltre il quale si vedono gli oculi, pure profilati in pietra, del sottotetto. La copertura è a capanna, sopra un ulteriore cornicione, con grande finestra timpanata al centro.
Il busto di Cosimo II, armato e con la croce di Santo Stefano, indicato dall'iscrizione come Egenorvm Patri ("Padre dei bisognosi") e posto sull'arco mediano che guarda a via de' Neri, è di Chiarissimo Fancelli (secondo Filippo Baldinucci). La fontana marmorea all'angolo, per lo più segnalata dalla letteratura come opera dello stesso Fancelli, è in realtà ricordata nel Follini-Rastrelli come più tarda, "quasi moderna". Nonostante i suoi tratti tardomanieristi (si veda la fontana dello Sprone alla quale si ispira) risulta in effetti inaugurata nel 1764, per iniziativa del governo della Reggenza lorenese. L'ingegnoso scalpello dell'artista, ha connotato l'opera con un vivacissimo atteggiamento beffardo della grossa faccia deforme, dando alle fluenti linee che convergono verso la sottostante tazza di raccolta dell'acqua, una forma di barba fra l'immaginario fantastico e quello reale. Fu restaurata nell'estate del 2014, nell'ambito del progetto FLIC (Florence I Care) promosso dal Comune di Firenze.

### Lapidi
Due lapidi nel loggiato ricordano la struttura più antica della loggia. La prima è con le insegne dei Capitani di Torre (che soprintendevano al mercato dei cereali), del giglio fiorentino e della croce del Popolo.
| P PARTE DELLI SPETTABILI SIGRI O TTO DI BALIA DELLA CITA DI FI RENZE SI PROIBISCE CHE SOTO LA LOGIA DELLA PIAZA DEL GRAИO E ATORИO A DETA PA ИOИ SI POSA FARE SPORCITIE DI SORTE ALCVИ A A BRACIA X SOTO PEИA DI Δ X E T RATI 2 DI FVИE ИEMEИO GIOCA RE LA PALA ИE A QVASIVOGLIA ALTRO GVOCO SOTO LE MED ESIME PEИE COИTRAFCEИDO |

Traslitterando in italiano corrente: "Per parte degli spettabili Signori Otto di Balia della città di Firenze si proibisce che sotto la loggia della piazza del Grano né attorno a detta piazza si possa fare sporcizie di sorte alcuna a braccia dieci sotto pena di scudi dieci e due tratti di fune; nemmeno giocare alla palla o a qualsivoglia altro gioco sotto le medesime pene contraffacendo".
Poco distante si trova una lapide medesima, con pure lo stemma dei Capitani di Torre, tra della Parte Guelfa e dello staio colmo di grano.
| P PARTE DELLI SPETTABILI SIGRI OT DI BALIA DELLA CITTÀ DI FIRENZ SI PROIBISCE CHE SOTTO LA LOGIA DELLA PIAZA DEL GRANO NE ATORN A DETA P· NO SI POSSA FARE SPORCI ZE DI SORTE ALCVNA A BRACIA X · SOTTO PENA DI · ΔDI · X E TRATI · 2 · DI FVNE NE MENO GOCARSI SOTT LE MEDESIME PENE CONTRAFACEND |

La traslitterazione è: "Per parte degli spettabili Signori Otto di Balia della città di Firenze, si proibisce che sotto la loggia della piazza del grano, né attorno a datte piazza, non si possa fare sporcizie di sorte alcuna a braccia dieci sotto pena di scudi dieci e dtratti due di fune; nemmeno giocarsi, sotto le medesime pene".